# Ellis Island Medal of Honor
Ellis Island Medal of Honor är ett pris som delas ut av National Ethnic Coalition of Organizations (NECO) varje år i maj. Priset anses vara ett av USA:s mest prestigefyllda priser. Syftet är att uppmärksamma individer som verkat för att främja bevarandet av grundpelarna i det amerikanska samhället med respekt, tolerans och förståelse mellan människor.
Priset gavs för första gången vid en ceremoni den 27 oktober 1986 på Ellis Island. Bland premiärvinnarna fanns Donald Trump, Rosa Parks, Jackie Kennedy och Muhammad Ali.